# 沙勒罗瓦中央站
沙勒罗瓦中央站（法語：Gare de Charleroi-Central），原名沙勒罗瓦南站（法語：Gare de Charleroi-Sud），是比利時埃諾省城市沙勒羅瓦的主要鐵路車站，啟用於1843年。该站工作日日均客流量超过11,200人次，是继那慕尔站、奥蒂尼站和列日吉耶曼站之后的瓦隆尼亚第四繁忙的车站。
2011年6月，改造後的車站落成。翻新工程包括1874年建築的外觀、內部（包括一個新的購物廊）、隧道以及車站前的廣場。
2022年12月，该站名称由“沙勒罗瓦南站”更改为“沙勒罗瓦中央站”。

## 列车服务
该站目前提供以下列车服务：
- 城际列车 (IC-05) 安特卫普 - 梅赫伦 - 布鲁塞尔 - 尼韦勒 - 沙勒罗瓦（工作日）
- 城际列车 (IC-19) 里尔 - 图尔奈 - 圣吉兰 - 蒙斯 - 沙勒罗瓦 - 那慕爾
- 城际列车 (IC-24) 沙勒罗瓦 - 瓦尔库尔 - 玛丽昂堡 - 库万
- 城际列车 (IC-25) 蒙斯 - 沙勒罗瓦 - 那慕尔 - 于伊 - 列日（工作日）
- 城际列车 (IC-25) 穆斯克龙 - 图尔奈 - 圣吉兰 - 蒙斯 - 沙勒罗瓦 - 那慕尔 - 于伊 - 列日 - 列尔斯（周末）
- 城际列车 (IC-27) 布鲁塞尔机场 - 布鲁塞尔卢森堡 - 尼韦勒 - 沙勒罗瓦（工作日）
- 城际列车 (IC-31) 安特卫普 - 梅赫伦 - 布鲁塞尔 - 尼韦勒 - 沙勒罗瓦（周末）
- 大区快铁 (K82) 莫伯日 - 沙勒罗瓦 - 那慕尔
- 地方列车 (L-06) 吕特尔 - 马纳日 - 拉卢维耶尔 - 沙勒罗瓦（工作日）
- 地方列车 (L-06) 马纳日 - 拉卢维耶尔 - 沙勒罗瓦（周末）
- 地方列车 (L-06A) 马纳日 - 吕特尔 - 沙勒罗瓦（周末）
- 地方列车 (L-07) 埃尔克利讷 - 洛布 - 沙勒罗瓦
- 地方列车 (L-14) 奥蒂尼 - 弗勒吕斯 - 沙勒罗瓦 - 塔米讷 - 那慕尔 - 让布

除了上述列车服务外，工作日上午和下午高峰时段另有额外的高峰时段列车。